# Château de Renève
Le château de Renève est un  château moderne  situé à Renève (Côte-d'Or) en Bourgogne-Franche-Comté.

## Localisation
Le château est situé à l'extrémité sud du hameau, en rive sud de la RD 70 (rue du château) à laquelle il est relié par une allée.

## Historique
En 1276, Jean de Vergy, sénéchal de Bourgogne, confirme l’appartenance de la châtellenie de Renève au duché. En 1388, Jeannotte d'Arceau, fille de feu Olivier d'Arceau, cède à Jeanne de Vergy sa maison forte de Renève et ses  dépendances. Le 17 janvier 1438, Renève, Saint-Seine-sur-Vingeanne, Bessey et Avot sont incendiés. Le 20 novembre 1667, la châtellerie consiste en « ce qui reste de l'incendie »[réf. souhaitée]. 
Le château  est reconstruit en 1750 au même emplacement. Interrompue par la Révolution Française, sa construction n’est achevée qu’à la fin du XVIIIe siècle. En 1838, il consiste en deux bâtiments perpendiculaires sur une plate-forme ronde entourée d'un fossé en eau franchi par un pont dormant et précédé au nord-est d'une basse-cour. Un vivier de plan rectangulaire est isolé au sud-est du château. Le pavillon dans le parc est postérieur et le bâtiment des communs est restauré en 1989
[réf. souhaitée].

## Architecture
Les fossés ont été entièrement comblés et il ne reste que les deux bâtiments reconstruits à partir de 1750. Le bâtiment d'habitation qui comprend un étage de soubassement, un rez-de-chaussée surélevé et un étage de comble est flanqué en retour d'équerre de deux ailes, de même hauteur. Le rez-de-chaussée est desservi, en façade, par un escalier droit à une volée. Les communs, à droite du logis, abritent une grange entre deux étables et un logis[réf. souhaitée].